# Elworth
Elworth, Cheshire, Inglaterra, é uma aldeia e subúrbio de Sandbach, distante desta aproximadamente uma milha para o leste. Elworth possui uma igreja, duas escolas, vários pubs e umas poucas lojas. Compartilha a ferrovia com Sandbach, estando no caminho entre Crewe e Manchester. Há um canal que flui no sudoeste da aldeia. A cidade teve um passado industrial e abrigou uma empresa que fabricava carroças. A igreja foi proje(c)tada por George Gilbert Scott, responsável também pela estação de St. Pancras em Londres. O principal esporte praticado na comunidade é o críquete.